# Windstorm 2 - Contro ogni regola
Windstorm 2 - Contro ogni regola (Ostwind 2) è un film del 2015 diretto da Katja von Garnier. 
È basato sul libro Windstorm - Ritorno a Kaltenbach di Carola Wimmer e sequel del film Windstorm - Liberi nel vento del 2013.

## Trama
Torna l'estate e Mika si reca di nuovo alla fattoria della nonna felicissima di ritrovare Windstorm, ma scopre sul ventre dell'animale alcune ferite. La tenuta Kaltenbach è sull'orlo del fallimento e Mika decide di partecipare ad un torneo per cercare di vincere una somma in denaro così da aiutare la nonna. Windstorm, durante gli allenamenti, fugge e Mika lo ritrova in una foresta in compagnia di una cavalla bianca albina e di un ragazzo di nome Milan.

## Personaggi
- Mika Schwarz, interpretata da Hanna Binke.
- Fanny, interpretata da Amber Bongard
- Milan, interpretato da Jannis Niewöhner
- Sam, interpretato da Marvin Linke
- Maria Kaltenback, interpretata da Cornelia Froboess.
- Signor Kaan, interpretato da Tilo Prückner.
- Elisabeth Schwarz, interpretata da Nina Kronjäger.
- Philipp Schwarz, interpretata da Jürgen Vogel.
- Tinka, interpretata da Henriette Morawe.
- Leopold Sasser, interpretato da Max Tidof.
- Hanns de Burgh, interpretato da Walter Sittler.
- Studentessa di equitazione, interpretata da Valerie Schneider.

## Produzione
Il 24 marzo 2014 l'editore cbj ha pubblicato il romanzo Ostwind - Ritorno a Kaltenbach, scritto dagli autori della sceneggiatura originale, Lea Schmidbauer e Kristina Magdalena Henn, dopo che il libro per il film Ostwind era da mesi nelle liste dei bestseller. Il romanzo è salito al numero 2 nella lista dei bestseller di narrativa del Börsenverein nel mese della sua pubblicazione. L'adattamento cinematografico del romanzo è stato annunciato nel giugno 2014. La sparatoria è avvenuta nell'estate del 2014.

### Riprese
Nel 2016 sono state girate le riprese del secondo episodio della serie, Ostwind - Aufbruch nach Ora. Il film è stato girato nel novembre 2016 presso lo stallone principale di Altefeld vicino a Herleshausen, nell'Asia settentrionale. La regista era ancora Katja von Garnier, l'uscita al cinema è stata il 27 luglio 2017.

## Accoglienza

### Critica
Il servizio cinematografico ha affermato che la storia "difficilmente va oltre il livello di un romanzo di Enid Blyton o di una commedia radiofonica "Bibi & Tina". Tuttavia, Garnier riesce a elaborare la "relazione intensa tra uomini e animali". TV Spielfilm ha stabilito che il film realizza "i sogni delle ragazze". Katja von Garnier è riuscita in "un sequel grandioso", "una miscela perfetta di tensione drammatica, situazioni comiche e sentimenti romantici".

## Riconoscimenti
Windstorm 2 - Contro ogni regola ha vinto il primo premio del valore di 20 000 euro all'ottava presentazione del premio per la sceneggiatura Kindertiger assegnato da Vision Kino e KiKA il 18 novembre 2015.

## Sequel
Il film ha avuto tre sequel:
- Windstorm 3 - Ritorno alle origini (2017)
- Windstorm 4 - Il vento sta cambiando (2019)
- Windstorm 5 - Uniti per sempre (2021)